# Spio decoratus
Spio decoratus är en ringmaskart som beskrevs av Bobretzky 1870. Spio decoratus ingår i släktet Spio och familjen Spionidae. Inga underarter finns listade i Catalogue of Life.